# Телешев, Евгений Михайлович

Могила Телешева на Чижовском кладбище Минска

Евгений Михайлович Те́лешев (19 апреля 1923—29 марта 1997) — участник Великой Отечественной войны, командир отделения связи 835-го стрелкового полка 237-й стрелковой дивизии 40-й армии Воронежского фронта. Герой Советского Союза (23.10.1943).

## Биография
Е. М. Телешев родился в посёлке Забайкал ныне Толочинского района Витебской области. После окончания 5 классов работал в колхозе.
В Красной Армии с 1941 года. В годы Великой Отечественной войны с мая 1942 года на Воронежском и 1-м Украинском фронтах. Командир отделения связи 835-го стрелкового полка сержант Е. М. Телешев отличился ночь на 23 сентября 1943 года в боях юго-западнее Киева. Отделение под его командованием форсировало Днепр, наладило связь с командиром полка, захватило плацдарм и удерживало его до подхода подкрепления, отбив 10 контратак противника.
После окончания войны Е. М. Телешев продолжил службу в армии. В 1947 году окончил Киевское военное училище связи. С 1960 года подполковник Е. М. Телешев в запасе. Жил в Минске, работал в школе № 82.

## Награды
- Медаль «Золотая Звезда»
- Орден Ленина
- Орден Отечественной войны 1-й степени
- медали